# Laura Coombs Hills
Laura Coombs Hills (Newburyport, 7 de septiembre de 1859- 20 de febrero de 1952) fue una artista e ilustradora estadounidense que se especializó en acuarelas y bodegones al pastel, especialmente de flores, y retratos en miniatura sobre marfil. Se convirtió en la primera pintora de miniaturas elegida para la Sociedad de Artistas Estadounidenses y fue fundadora de la Sociedad Estadounidense de Pintores en Miniatura. También trabajó como diseñadora e ilustró libros infantiles para autores como Kate Douglas Wiggin y Anna M. Pratt.

## Biografía
Laura Coombs Hills nació el 7 de septiembre de 1859 en Newburyport, Massachusetts, la tercera de los cinco hijos de Mary Gerrish Hills y Philip Knapp Hills.  Su padre era banquero y la familia tenía una posición social relativamente buena. Aunque mostró un interés temprano en el arte, su formación formal fue limitada: principalmente tres inviernos en Boston con Helen M. Knowlton, quien dirigía clases para mujeres artistas que anteriormente habían sido enseñadas por William Morris Hunt.  También acudió durante dos meses en la Cowles Art School. A principios de 1882, dejó Boston para estudiar dibujo natural durante tres meses en la Liga de estudiantes de arte de Nueva York; uno de sus maestros allí era William Merritt Chase.
A principios de la década de 1900, Hills establecería su estudio en Boston, pero continuó pasando los veranos en una casa conocida como Goldfish que construyó en Newburyport y compartía con una de sus hermanas. Entre 1890 y 1929, realizó cinco viajes a Europa para sumergirse en el arte y la cultura de ese continente.
Hills trabajó como artista casi hasta su muerte el 20 de febrero de 1952.  Sus artículos se encuentran en los Archivos de Arte Americano de la Institución Smithsoniano y en la Sociedad Histórica de Old Newbury en Newburyport.

## Carrera artística

### Acuarelas y pasteles
En la década de 1880, Hills pintó al óleo un grupo de paisajes que estaban claramente influenciados por la escuela de Barbizon; también muestran influencia del trabajo de Knowlton. En general, sus pinturas maduras se alinean con el impresionismo romantizado de pintores de la Escuela de Boston como Edmund C. Tarbell, mientras que su trabajo de diseño muestra un fuerte parentesco con el Art Nouveau. Fue una de las primeras miembros del Gremio de Artistas de Boston, y su trabajo se incluyó en una muestra retrospectiva de 2001 "La perspectiva de una mujer: mujeres fundadoras y miembros del Gremio de artistas de Boston, 1914-1945".
Hills llegó a preferir la acuarela y el pastel a los óleos, aunque en ese momento estos medios se consideraban adecuados solo para trabajos preliminares y no se exhibían con frecuencia. Esta situación comenzó a cambiar temprano en la carrera de Hills, impulsada en parte por la fundación de sociedades nacionales y locales de acuarela y pastel a fines del siglo XIX. Hills tuvo su primera exposición individual en 1889 en la J. Eastman Chase Gallery en Boston, mostrando un grupo de paisajes pastel y naturalezas muertas.  Al año siguiente, mostró su trabajo en la Cuarta Exposición Anual del Boston Water Color Club, que también se llevó a cabo en la Chase Gallery. Exhibió acuarelas y pasteles a lo largo de su carrera, y se centró en los pasteles en sus últimos años cuando su vista comenzó a fallar.
Hills se especializó en pintar arreglos de flores de colores vivos que cultivaba principalmente en su propio jardín en Newburyport, y un crítico contemporáneo se refirió a ella como la "Reina de los pintores de flores" (también como la "Reina de los pintores en miniatura": para leer más sobre este tema, véase más abajo). Un pastel titulado Larkspur, Peonies y Canterbury Bells que el Museo de Bellas Artes de Boston compró en 1926 siempre ha sido la imagen más vendida en la tienda de regalos del museo.

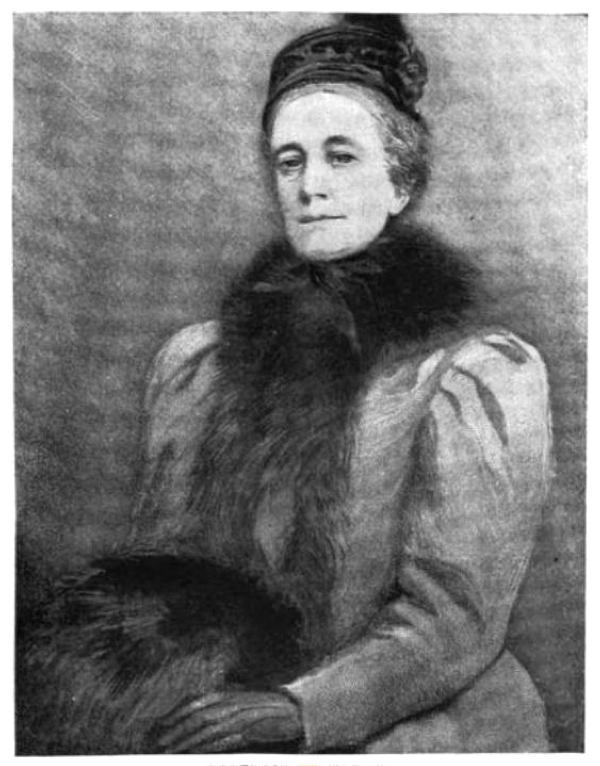
Laura Coombs Hills, Retrato de la Sra. T., miniatura pintada sobre marfil ca. 1899.

### Miniaturas
En la década de 1890, en una visita a Inglaterra, Hills quedó fascinada por las pinturas en miniatura sobre marfil. Aprendió por sí misma la técnica minuciosa y en 1893 había completado una serie de retratos en miniatura de niñas de su ciudad natal. Estas Seven Pretty Girls of Newburyport, que la lanzaron a una carrera como retratista en miniatura que duró décadas, ahora se encuentran en la colección del Museo de Bellas Artes de Boston junto con otras de sus pinturas en miniatura. Fue considerada una de las mejores pintoras en miniatura de Estados Unidos y una especie de innovadora en el medio, especialmente en su uso de una amplia gama de pinturas, colores brillantes y trazos de líneas en lugar del punteado tradicional.
Uno de sus encargos más inusuales llegó en 1896, cuando la hermana de Emily Dickinson, Lavinia, se encargó de conseguir que Hills retocara una de las pocas fotografías existentes de la poeta fallecida, un austero retrato formal que se había tomado cuando Dickinson tenía alrededor de 16 años y que ni Dickinson ni a su hermana le había parecido un buen reflejo de la realidad. Hills utilizó la fotografía como base para crear un retrato conmemorativo; el resultado, con una línea de cabello más suave y rizada y un vestido con cuello con volantes, complació a Lavinia. Entre 1913 y 1937, este retrato apareció en media docena de volúmenes de obras de la poeta y sobre ella que fueron producidos por la sobrina de Dickinson, Martha Dickenson Bianchi.
En 1897, Hills se convirtió en la primera pintora de miniaturas elegida para la Sociedad de Artistas Estadounidenses (SAE) y una de las pocas mujeres de la SAE. Un año más tarde, se convirtió en una de las fundadoras de la Sociedad Estadounidense de Pintores en Miniatura, y durante un período fue su vicepresidenta.  Su trabajo con miniaturas declinó después de 1920, debido a problemas de visión.

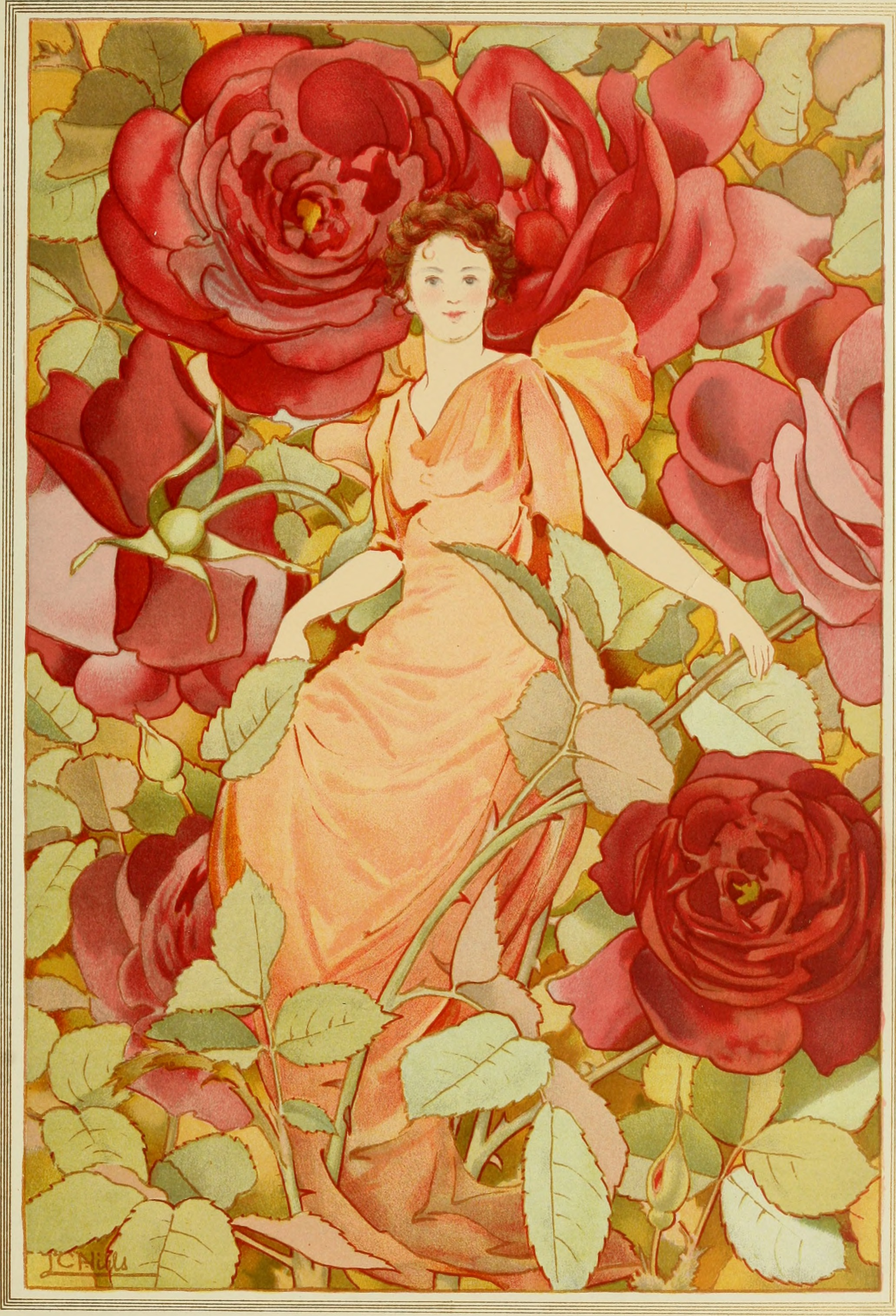
Laura Coombs Hills, imagen del calendario Dream Roses de 1897

### Diseño e Ilustración
Hills se apoyó en parte con obras de arte comerciales, pintando acuarelas para tarjetas de felicitación y calendarios (especialmente para Louis Prang ), dibujando patrones para bordados y decorando cerámica. Su calendario de 1897 Dream Roses, que presentaba imágenes inspiradas en el Art Nouveau de mujeres jóvenes rodeadas de masas de flores, fue particularmente bien recibida. También vendió ilustraciones para la revista infantil St. Nicholas e ilustró libros para niños, como una edición de 1889 de The Birds 'Christmas Carol de Kate Douglas y Wiggin y Flower Folk de Anna M. Pratt. Continuó con este trabajo incluso después de vender habitualmente sus exposiciones de pasteles y acuarelas y ganar comisiones por sus miniaturas.

### Premios
Con una amplia exposición de sus pinturas y miniaturas, Hills ganó varias medallas en exposiciones nacionales e internacionales, incluida, entre otras, la Exposición de París de 1900, la Exposición Panamericana de 1901, la Exposición de St. Louis de 1904 y la Exposición Internacional Panamá-Pacífico de 1915. Entre 1917 y 1919, expuso con un grupo informal y efímero de mujeres artistas en Boston dirigido por Lucy Scarborough Conant y conocido como "The Group".

## Otras lecturas
- Hirshler, Erica E. y col. Laura Coombs Hills: una retrospectiva . Newburyport, MA: Sociedad histórica de Old Newburyport, 1996.